# Marguerite Namara
Marguerite Namara, all'anagrafe Marguerite Evelyn Cecilia Banks (Cleveland, 19 novembre 1888 – Marbella, 5 novembre 1974) è stata un soprano e attrice statunitense.

## Biografia
Marguerite Namara nacque in una facoltosa famiglia originaria della Nuova Inghilterra, i cui antenati erano arrivati negli Stati Uniti con la Mayflower. Crebbe a Los Angeles e a diciotto anni si trasferì in Italia per studiare al Conservatorio di Milano. L'anno dopo, nel 1908, fece il suo esordio al Politeama Genovese come Marguerite nel Faust. Dal 1910 al 1926 cantò regolarmente con la Boston Opera Company, con l'Opera di Chicago, con il Metropolitan Opera House e all'Opéra-Comique. Il suo repertorio annoverava ruoli da protagonista in Cavalleria rusticana, Manon, Carmen, Il trovatore, Tosca, La traviata e La bohème.
Nel 1915 esordì a Broadway nell'operetta Alone at Last, scritta appositamente per lei da Franz Lehár. Apparve a Broadway anche nelle operette di Gilbert & Sullivan H.M.S. Pinafore e Il Mikado. Cantò anche alla Royal Albert Hall in cinque occasioni dal 1921 al 1925. Nel 1920 recitò accanto a Rudolph Valentino come co-protagonista del film muto Stolen Moments. Nel 1931 fu l'eponima protagonista nel film Carmen, diretto da Cecil Lewis e adattamento cinematografico dell'omonima opera lirica. In seguito recitò in piccoli ruoli in Thirty Day Princess con Cary Grant (1934) e Sogno di prigioniero con Gary Cooper (1935). L'affaticamento vocale la portò ad accantonare il teatro musicale per opere di prosa e nel 1932 recitò nella commedia Party di Ivor Novello a Londra. Successivamente tornò a Hollywood e si dedicò all'insegnamento, annoverando tra i suoi studenti Ramón Novarro e Frances Drake.
Fu sposata con il suo agente Frederick H. Toye dal 1910 al 1916, con il commediografo Guy Bolton dal 1917 al 1926 e con l'architetto Georg Hoy dal 1937 alla morte.

## Filmografia parziale
- Stolen Moments, regia di James Vincent (1920)
- Sogno di prigioniero (Peter Ibbetson), regia di Henry Hathaway (1935)